# Корисні комахи

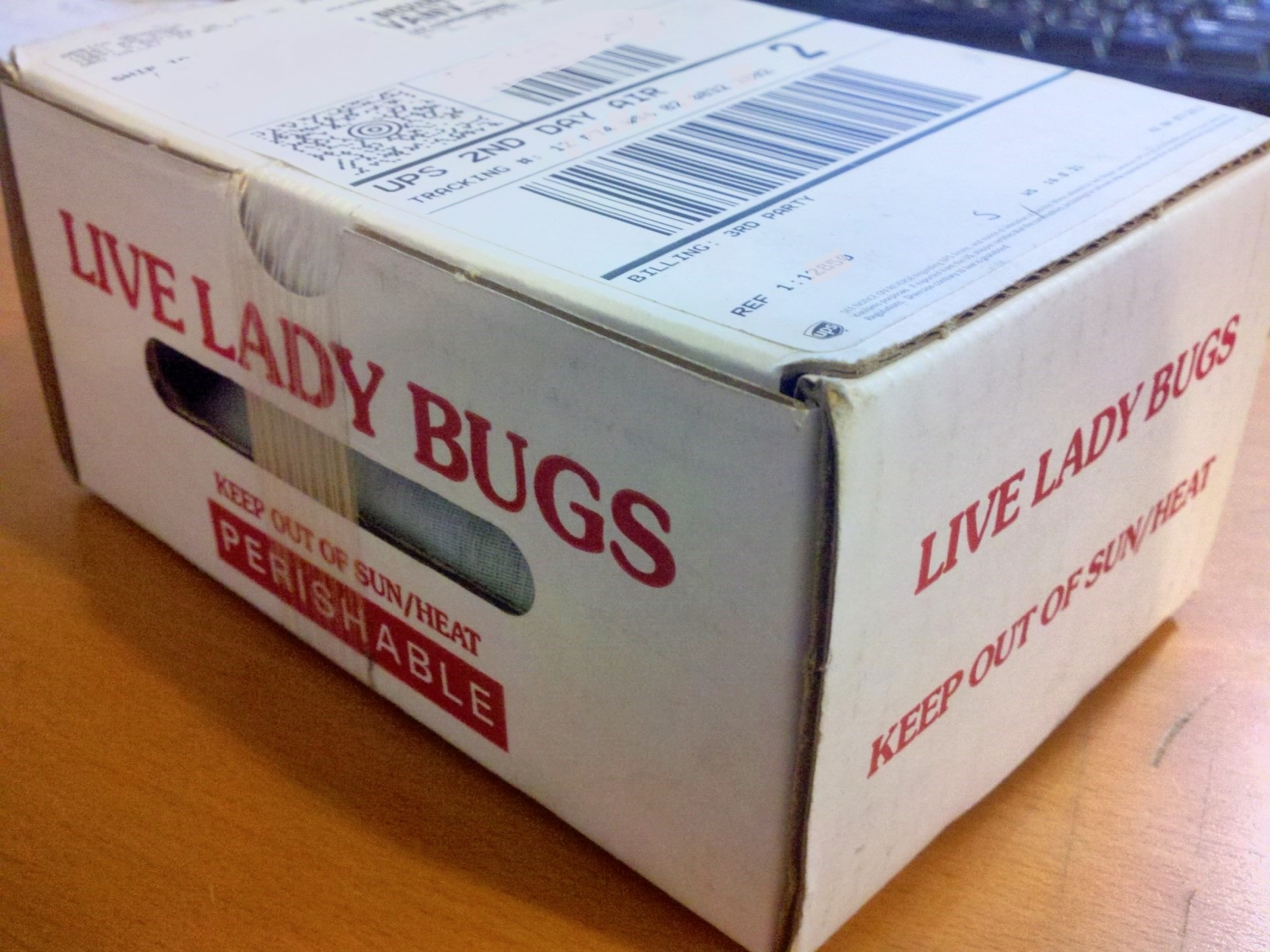
Сонечка — корисні комахи, які зазвичай продаються задля біологічної боротьби з попелицею.

Корисні комахи — це будь-які із видів комах, які виконують цінні функції, такі як запилення та боротьба зі шкідниками. Поняття корисного є суб'єктивним і виникає лише у світлі бажаних результатів з точки зору людини. У сільському господарстві, де метою є вирощування відібраних культур, комахи, які перешкоджають виробничому процесу, класифікуються як шкідники, тоді як комахи, які сприяють виробництву, вважаються корисними. У рослинництві та садівництві корисними комахами часто вважаються ті, що сприяють боротьбі зі шкідниками.
Заохочення корисних комах шляхом забезпечення їм відповідних умов життя — це стратегія боротьби зі шкідниками, яка часто використовується в органічному землеробстві, органічному садівництві або комплексній боротьбі зі шкідниками. Компанії, що спеціалізуються на біологічній боротьбі зі шкідниками, продають численні види корисних комах, особливо для використання у закритих приміщеннях, таких як теплиці.

## Різновиди

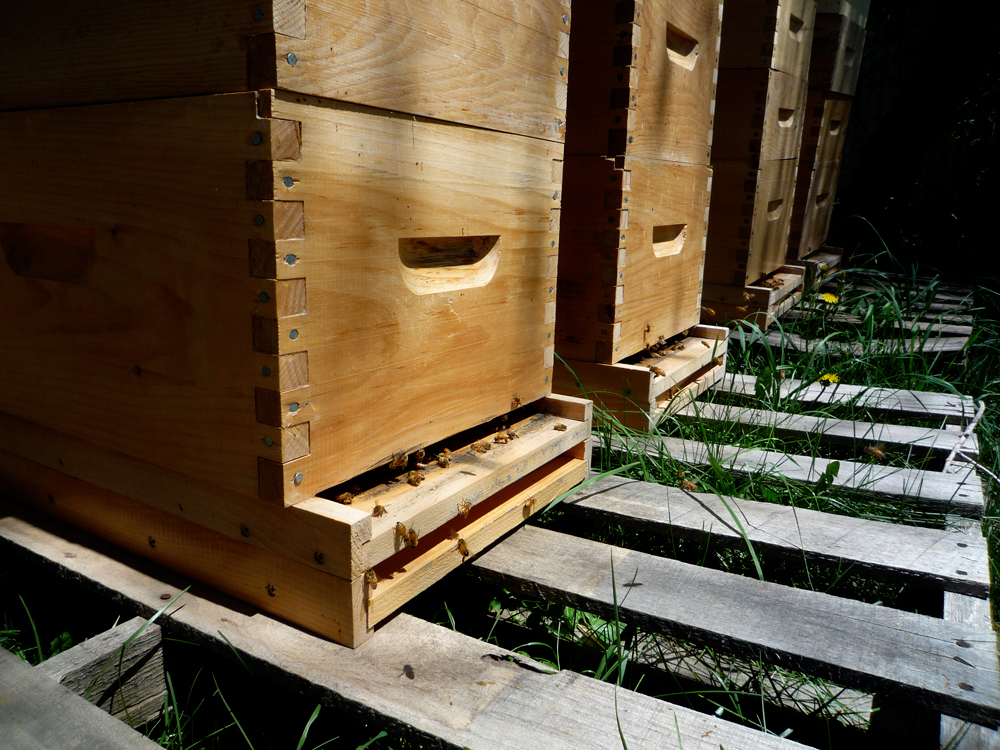
Бджолині вулики на органічній фермі

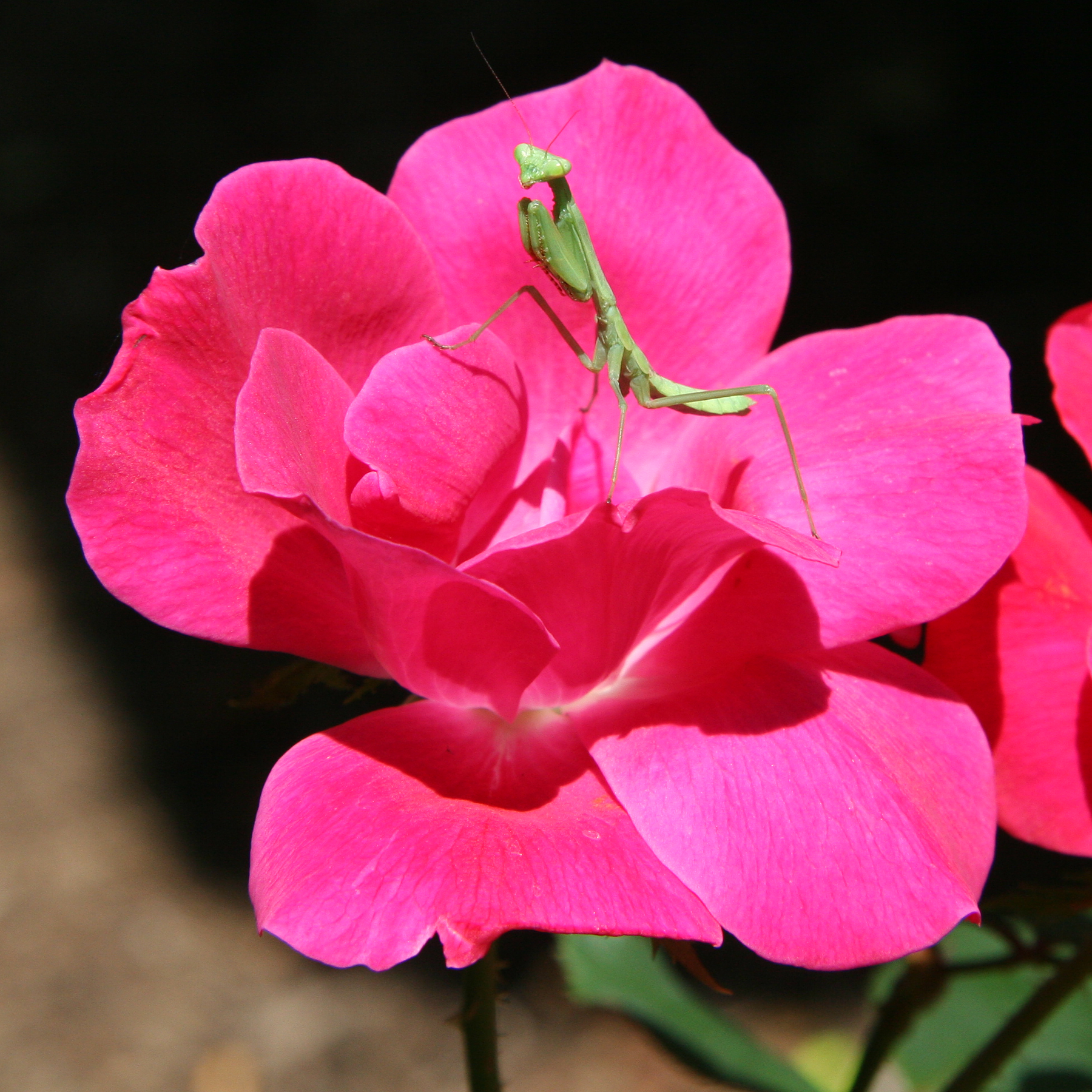
Європейський богомол чатує на здобич на троянді.

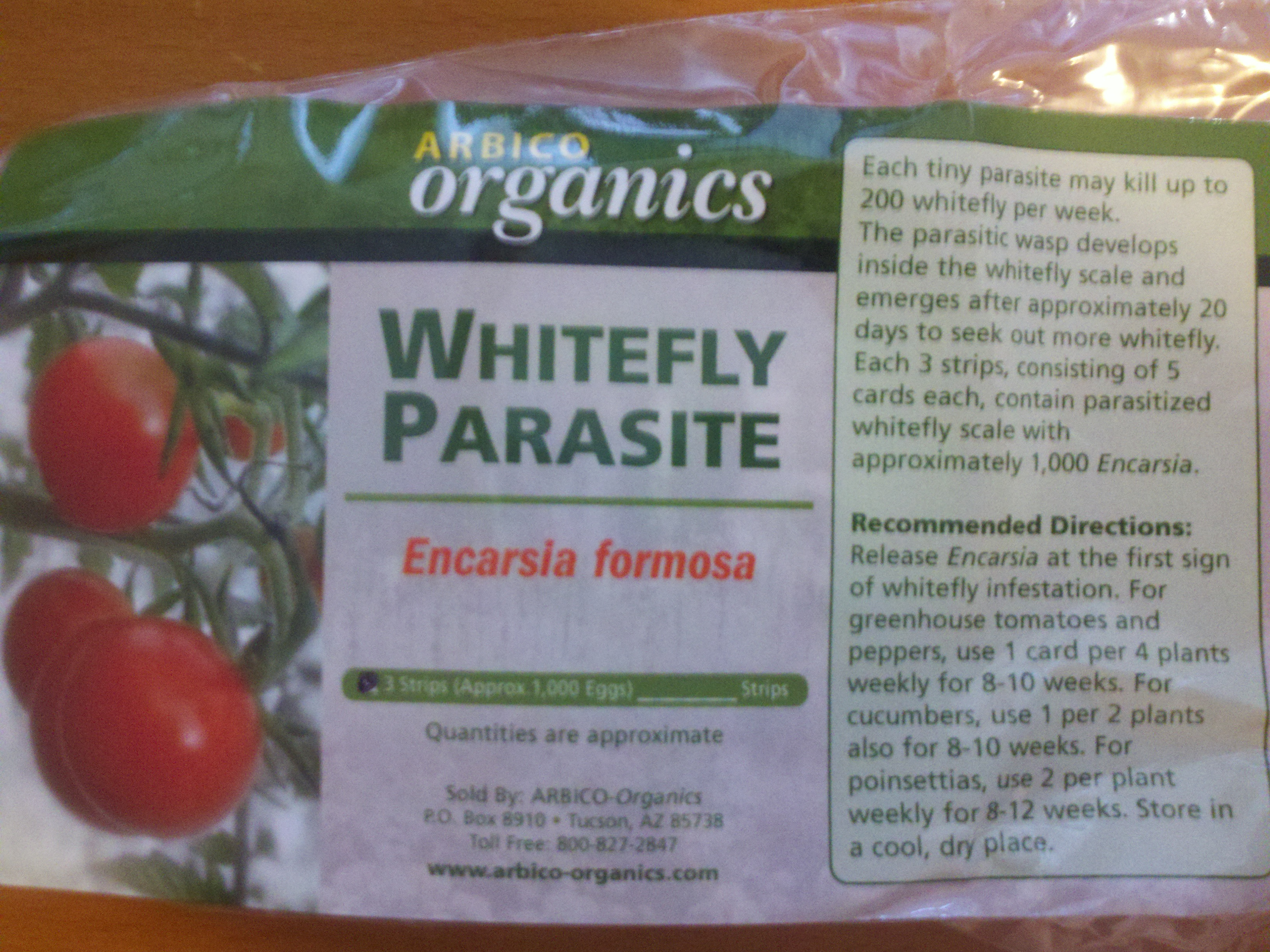
Encarsia formosa, ендопаразитична оса, була одним з перших біологічних засобів боротьби.

Деякі види бджіл корисні як запилювачі, хоча, як правило, вони вдало запилюють лише рослини, притаманні цій місцевості, полегшуючи розмноження та вирощування плодів багатьох рослин. Також деякі бджоли є хижаками або паразитами шкідників. У цю групу входять не тільки медоносні бджоли, а й багато інших видів бджіл, які краще запилюють рослини, що властиві цій місцевості. Бджіл можуть приваблювати численні рослини-супутники, особливо монарда і ананасова шавлія для медоносних бджіл, або окружкові, такі як кучерява петрушка та морква, для хижих бджіл. Оси, особливо фігові оси, також корисні як запилювачі.
Сонечка зазвичай вважаються корисними, оскільки вони споживають велику кількість попелиці, кліщів та інших членистоногих, які харчуються різноманітними рослинами.
Інші комахи, які зазвичай вважаються корисними:
- Редувіїди
- Клопи-мисливці
- Вуховертки
- Золотоочки
- Оси-іхнемвоніди
- Хижаки-крихти
- Світлячки
- Жуки-солдати
- Повисюхові мухи
- Тахінові мухи
- Оси-трихограми

### Павукоподібні
Хоча технічно це не комахи, кілька видів павукоподібних часто входять до списків корисних комах, зокрема:
- Павуки-стрибуни
- Павуки-вовки
- Павуки-колопряди
- Балдахінні павуки
- Косарики
- Хижі кліщі

## Привабливі рослини

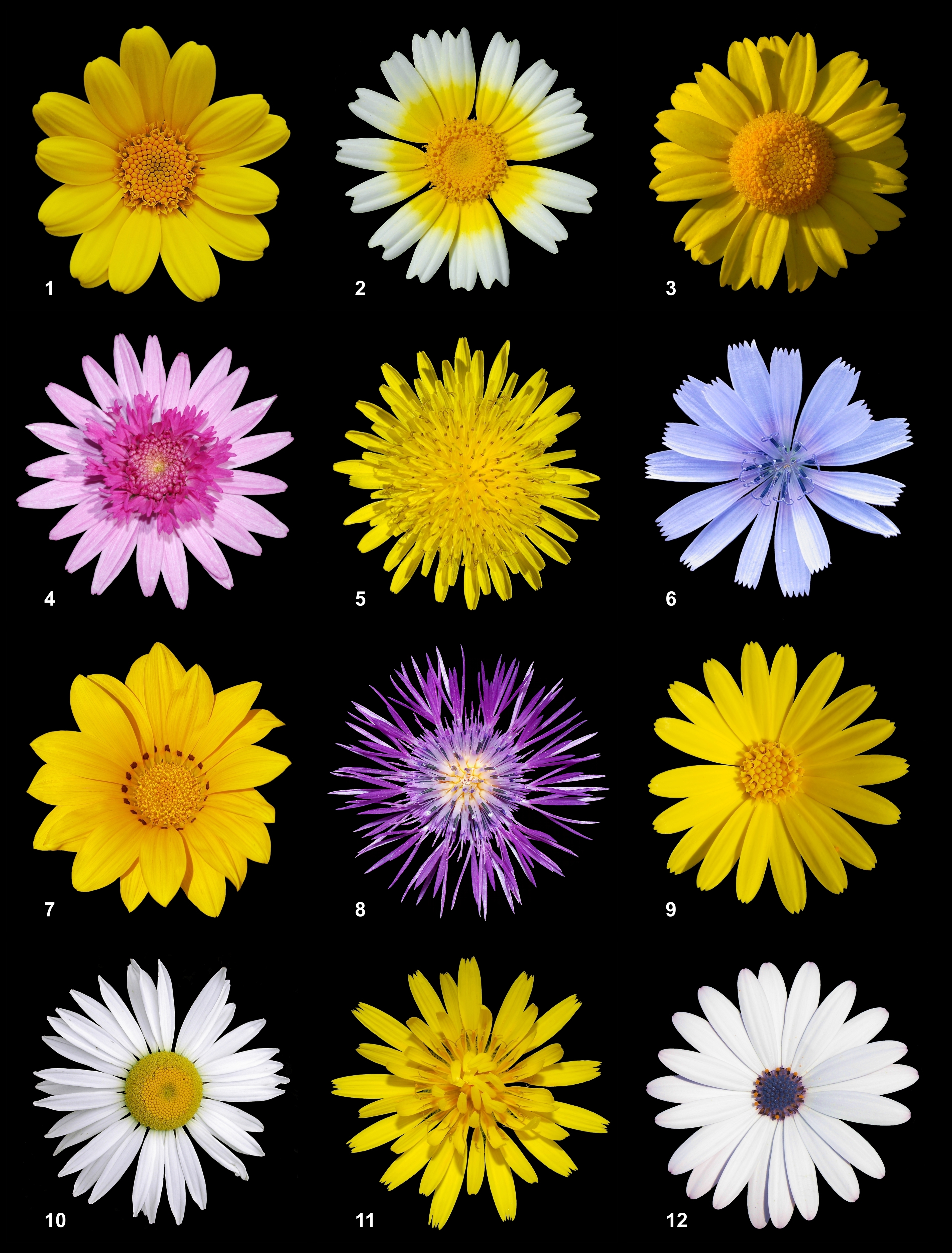
Багато рослин родини айстрових приваблюють корисних комах.

Рослини родин окружкові та айстрові приваблюють чимало корисних комах. Ось деякі інші рослини, які приваблюють корисних комах:
 
- Бурачок
- Ваточник
- Гісоп
- Деревій звичайний
- Дика морква
- Ехінацея
- Календула
- Коріандр
- Космея
- Кульбаба
- Кріп
- Люпин
- Люцерна
- Настурція
- Огірочник
- Петрушка
- Польові квіти
- Рудбекія
- Соняшник
- Фацелія
- Фенхель
- Цинія
- Чорнобривці
- Шипшина